# ファイエット郡 (ケンタッキー州)
ファイエット郡（英: Fayette County）は、アメリカ合衆国ケンタッキー州の中央部に位置する郡である。人口は32万2570人（2020年）。ファイエット郡の領域、人口、政府は全て郡庁所在地となっているレキシントン市に一致している統合市郡である。
ファイエット郡はレキシントン・ファイエット郡都市圏に属している。

## 歴史
ファイエット郡は1780年のバージニア州法によって設立されたケンタッキー郡の中から創設された始めの3郡の1つだった。他にはジェファーソン郡とリンカーン郡が作られた。これら3郡は1792年にケンタッキーが州に昇格するときに、バージニア州から分離した。当時のファイエット郡の領域には、現在の37郡と他に7郡の一部が含まれていた。1799年に現在の領域まで小さくなった。郡名はアメリカ独立戦争の時にアメリカに渡り、イギリスに反抗した植民地側に加わったラファイエット侯爵に因んで名付けられた。
1974年1月1日、ファイエット郡政府は郡庁所在地であるレキシントン市の政府と合併し、レキシントン・ファイエット都市化郡政府が統治する統合市郡となった。

## 地理
アメリカ合衆国国勢調査局に拠れば、郡域全面積は285.52平方マイル (739.5 km2)であり、このうち陸地284.52平方マイル (736.9 km2)、水域は1.00平方マイル (2.6 km2)で水域率は0.35%である。

### 主要高規格道路

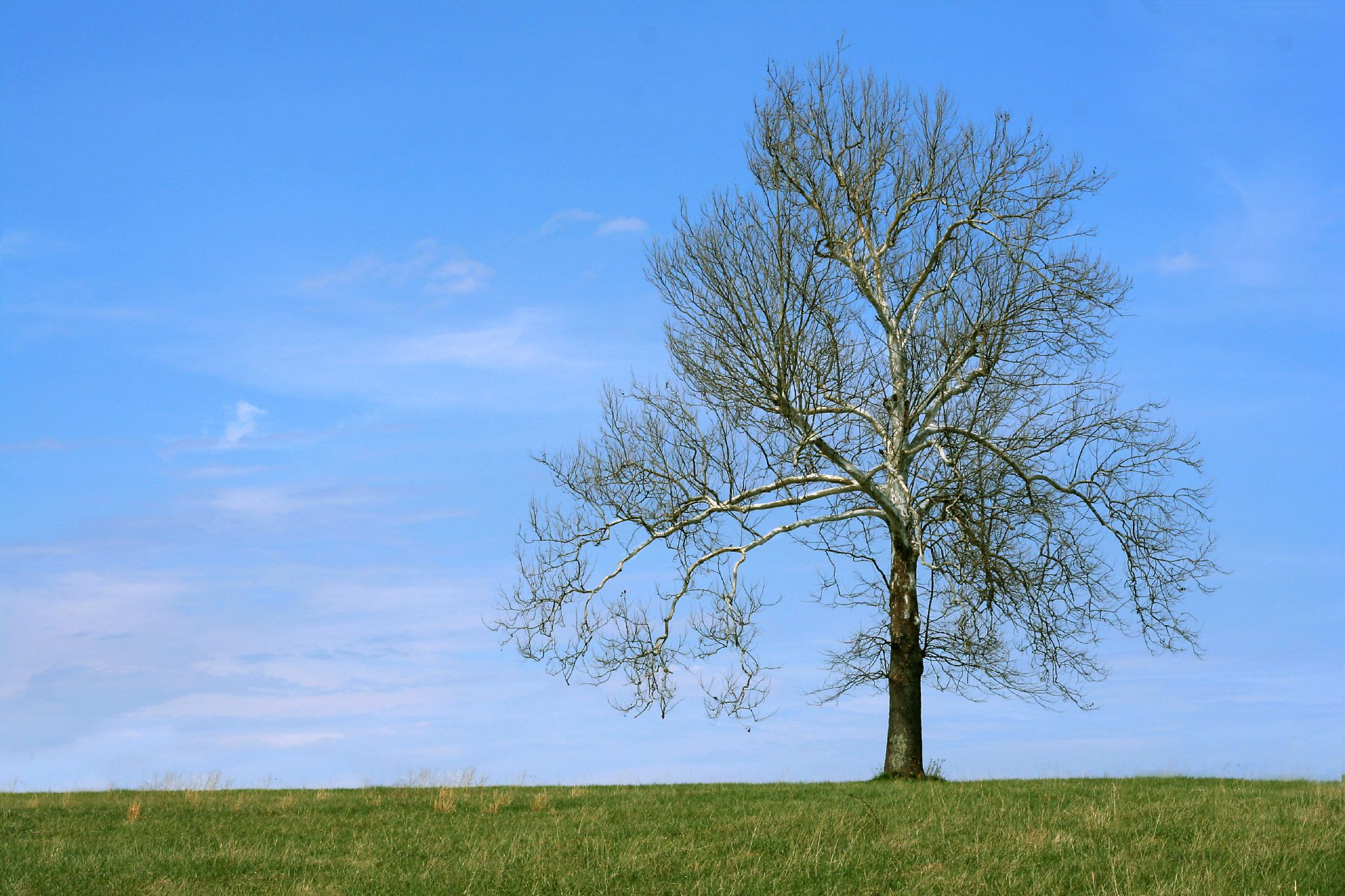
プラタナスの木

- 州間高速道路75号線
- 州間高速道路64号線
- アメリカ国道25号線
- アメリカ国道27号線
- アメリカ国道60号線
- アメリカ国道68号線
- アメリカ国道421号線
- ケンタッキー州道4号線、別名ニューサークル道路

### 隣接する郡
- スコット郡- 北
- バーボン郡 - 北東
- クラーク郡 - 東
- マディソン郡 - 南
- ジェサミン郡 - 南
- ウッドフォード郡 - 西

## 人口動態
以下は2000年国勢調査による人口統計データである。
| 基礎データ - 人口: 260,512人 - 世帯数: 108,288 世帯 - 家族数: 62,915 家族 - 人口密度: 354人/km2（916人/mi2） - 住居数: 116,167軒 - 住居密度: 158軒/km2（408軒/mi2） 人種別人口構成 - 白人: 81.04% - アフリカン・アメリカン: 13.48% - ネイティブ・アメリカン: 0.19% - アジア人: 2.46% - 太平洋諸島系: 0.03% - その他の人種: 1.21% - 混血: 1.58% - ヒスパニック・ラテン系: 3.29% 年齢別人口構成 - 18歳未満: 21.3% - 18-24歳: 14.6% - 25-44歳: 33.2% - 45-64歳: 20.9% - 65歳以上: 10.0% - 年齢の中央値: 33歳 - 性比（女性100人あたり男性の人口） - 総人口: 96.5 - 18歳以上: 94.3 | 世帯と家族（対世帯数） - 18歳未満の子供がいる: 27.3% - 結婚・同居している夫婦: 43.5% - 未婚・離婚・死別女性が世帯主: 11.5% - 非家族世帯: 41.9% - 単身世帯: 31.7% - 65歳以上の老人1人暮らし: 7.5% - 平均構成人数 - 世帯: 2.29人 - 家族: 2.90人 収入と家計 - 収入の中央値 - 世帯: 39,813米ドル - 家族: 53,264米ドル - 性別 - 男性: 36,166米ドル - 女性: 26,964米ドル - 人口1人あたり収入: 23,109米ドル - 貧困線以下 - 対人口: 12.9% - 対家族数: 8.2% - 18歳未満: 14.3% - 65歳以上: 8.6% |

## 都市と町
- レキシントン - 郡庁所在地

### 田園部の町
| - アセンズ - クレイズフェリー - リトルテキサス | - サウスエルクホーン - アンドーバー - トッズステーション | - コルビー（クラーク郡にも跨る） - スピアズ（ジェサミン郡にも跨る） |

### 歴史ある小集落

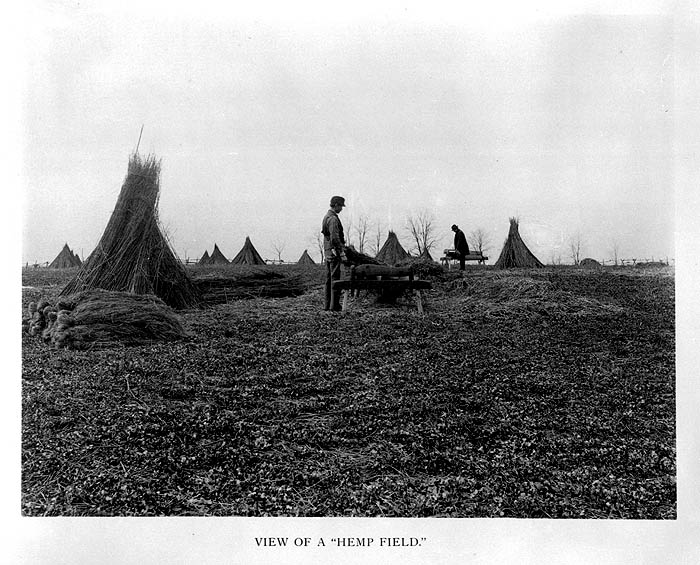
アサが特産品である

- ブラックタウン
- ケイデンタウン
- リトルジョージタウン
- プロールタウン
- ジムタウン

## 教育
郡内の公共教育はファイエット郡公共教育学区が管轄している。

### 高等教育機関
- ケンタッキー大学
- ブルーグラス・コミュニティ・工科カレッジ
- インディアン・ウェズレアン大学レキシントンキャパス
- ITT 工科大学
- レキシントン神学校
- ミッドウェイ・カレッジ・レキシントンキャパス[4]
- ナショナル経営工科カレッジ
- スペンサリアン・カレッジ
- サリバン大学
- トランシルベニア大学

### 私立高校
- レキシントン・カトリック高校
- レキシントン・クリスチャン・アカデミー
- セイアー・スクール
- トリニティ・クリスチャン・アカデミー
- ブルーグラス・バプテスト・スクール[5]

### 公立高校
- ヘンリー・クレイ高校
- ポール・ローレンス・ダンバー高校
- ブライアン・ステーション高校
- ラファイエット高校
- テイツ・クリーク高校